# 罗登·韦查耶
罗登·韦查耶（Raden Wijaya），爪哇国王，1293-1309年在位，满者伯夷帝国的创立者。建立满者伯夷的历史在好几种资料中有记载，包括《诸王之史》、《纯洁的国度》。其统治中的最重要事件便是击败忽必烈统帅下的元朝军队。